# Acacia meeboldii
Acacia meeboldii är en ärtväxtart som beskrevs av William Grant Craib. Acacia meeboldii ingår i släktet akacior, och familjen ärtväxter. Inga underarter finns listade i Catalogue of Life.